# Vedische Sprache
Vedisch ist eine indogermanische Sprache und ein Vorgänger des Sanskrit, wobei das Letztere sich durch einen geringeren Formenreichtum und größere Regelmäßigkeit auszeichnet (vermutlich ging Sanskrit direkt aus dem Vedischen hervor, indem es spätestens durch Paninis Grammatik ca. im 4. Jahrhundert v. Chr. festgelegt wurde).
Das Vedische wird heute wie das Sanskrit typischerweise in der Schrift Devanagari wiedergegeben, im Unterschied zum Sanskrit wird das Vedische aber oft mit Betonungszeichen geschrieben und unterscheidet gesprochen drei Tonhöhen bzw. Tonverläufe – es hat also einen Tonakzent. Die Töne werden als Anudātta (tief), Udātta (hoch) und Svarita (fallend) bezeichnet. Im Sanskrit wurde der vedische Akzent durch ein aus den Silbenlängen ableitbares Betonungssystem (ähnlich wie im Lateinischen) abgelöst.
Man unterscheidet im Vedischen verschiedene Sprachperioden:
1. Die Sprache des Rig Veda (frühvedisch) mit Ausnahme seiner jüngsten Teile.
2. Die sogenannte „Mantrasprache“ der jüngsten Rigvedateile, des Atharvavedas und der Yajurveda-Mantren (altvedisch).
3. Die vedische Prosa der Yajurveden und Brahmanen, Aranyaken und Upanishaden, bei der man ältere und jüngere Formen unterscheiden kann (mittel- und jungvedisch).
4. Die Sprache der als Smriti klassifizierten, also nicht mehr zum heiligsten Teil (Shruti) gehörenden Sutren (spätvedisch), die dem Sanskrit schon sehr nahesteht.